# Lel (Rússia)
|  | Per a altres significats, vegeu «Lél». |

Lel (en rus: Лель) és un poble (possiólok) del krai de Perm, a Rússia, que pertany al raion de Gaini. El 2010 tenia 163 habitants.